# Tuvalu
Tuvalu (IPA: [t:u:'valu]), còn được biết với tên Quần đảo Ellice, là một đảo quốc thuộc vùng phía Nam Thái Bình Dương, nằm giữa Hawaii và Úc. Diện tích Tuvalu bao gồm các đảo đá ngầm và san hô, và vùng rừng rậm chỉ rộng khoảng 26 km² (khoảng 10 dặm vuông) (đứng hàng thứ tư trong số các quốc gia và vùng lãnh thổ nhỏ nhất thế giới, sau Vatican - 0.44 km²; công quốc Monaco - 1.95 km² và Nauru - 21 km²).
Căn cứ vào các tài liệu lịch sử, các nhà khoa học đã chứng minh rằng người Polynesia chính là những cư dân đầu tiên đặt chân lên Tuvalu. Đến cuối thế kỷ thứ XIX, Tuvalu bị thực dân cai quản. Trong suốt một thời gian dài (1892-1916), một phần đặt dưới quyền bảo hộ của chính quyền Anh. Năm 1916, một phần của quần đảo Gilbert và Ellice trở thành thuộc địa của thực dân Anh. Đến năm 1974, người dân đảo quốc này đã bỏ phiếu biểu quyết, chia thuộc địa này thành thành 2 vùng: quần đảo Gilbert trở thành quốc gia Kiribati độc lập; quần đảo Tuvalu phụ thuộc Anh. Năm 1978, Tuvalu gia nhập các nước thành viên thuộc Khối thịnh vượng chung Anh.

## Lịch sử

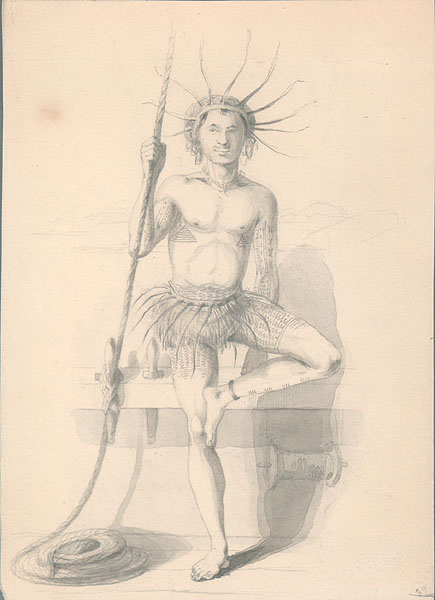
Một người đàn ông Tuvalu trong bộ trang phục truyền thống vẽ bởi Alfred Agate vào năm 1841 trong United States Exploring Expedition.

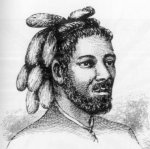
Một người đàn ông đến từ đảo san hô Nukufetau, 1831.

Những cư dân đầu tiên ở các đảo Tuvalu hiện nay có lẽ là người Samoa và Tonga thuộc chủng tộc Polynesia đã định cư tại Tuvalu khoảng 3000 năm trước. Năm 1764, thuyền trưởng John Byron đặt chân đến các đảo này. Nhóm đảo này trở thành xứ bảo hộ của Anh năm 1892, là một phần của thuộc địa Anh với tên gọi quần đảo Gilbert và Ellice từ năm 1915 và hưởng quy chế tự trị từ năm 1971. Sau cuộc trưng cầu ý dân năm 1975, quần đảo Ellice tách khỏi quần đảo Gilbert (nay là Kiribati) và đổi tên là Tuvalu. Đảo quốc này giành độc lập năm 1978 và là nước thành viên thuộc Khối Liên hiệp Anh. Năm 1979, Hoa Kỳ và Tuvalu ký hiệp ước hữu nghị thừa nhận Tuvalu sở hữu 4 đảo trước đây của Hoa Kỳ. Ionatana giữ chức Thủ tướng từ tháng 3 năm 1999 cho đến khi qua đời (12-2000). Faimalaga Luka được bầu làm người kế nhiệm. Tuvalu gia nhập Liên Hợp Quốc năm 2000. Năm 2001, chính phủ Tuvalu đề nghị Úc và New Zealand giúp đỡ việc tái định cư các công dân nước này nếu hiện tượng nóng dần lên của toàn cầu làm mực nước biển dâng lên đáng kể. Điểm cao nhất của quốc gia này chỉ khoảng 5m so với mực nước biển. Năm 2001, Koloa Talake được bầu làm người kế nhiệm.

## Địa lý

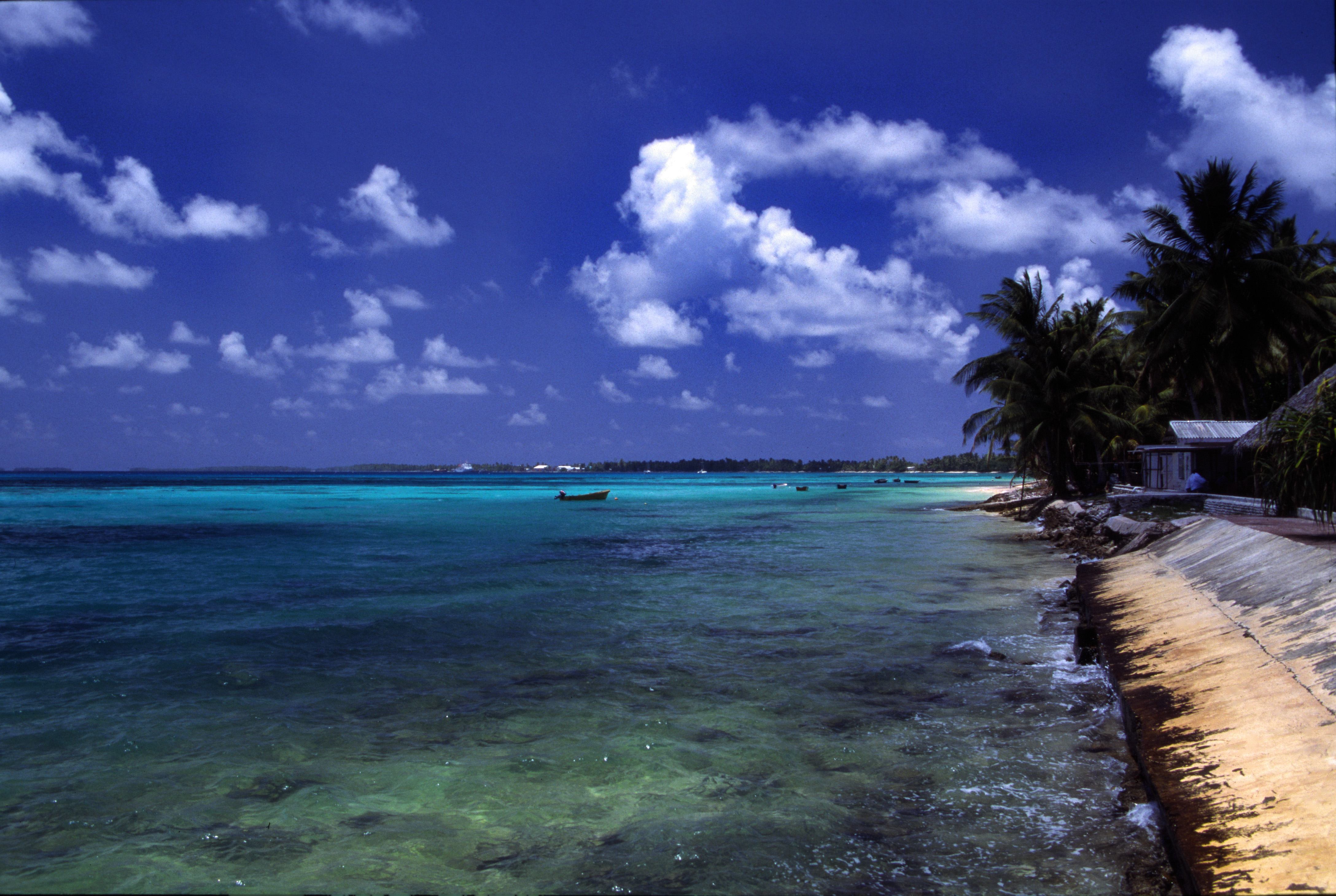
Một bãi biển ở thủ đô Funafuti vào một ngày nắng.

Tuvalu thuộc quần đảo Polynesia, nằm ở phía Đông quần đảo Solomon và phía Bắc Fiji. Quần đảo san hô này gồm 9 đảo nhỏ, trước đây có tên gọi là quần đảo Ellice.

## Khí hậu
Khí hậu nhiệt đới, ôn hòa nhờ gió mậu dịch.

## Môi trường
Phần lớn nguồn nước sạch được trữ bằng hệ thống hồ chứa (Chính phủ Nhật Bản giúp xây dựng một nhà máy lọc nước biển, dự kiến sẽ xây dựng thêm một nhà máy nữa); các bãi biển bị xói mòn do khai thác cát để xây dựng; các dải đá ngầm san hô đang bị phá hủy; mực nước biển dâng cao do hiệu ứng nhà kính, có nguy cơ nhấn chìm đất đai.

## Chính trị
Chính trị của Tuvalu diễn ra trong khuôn khổ của một chế độ quân chủ lập hiến và dân chủ nghị viện, theo đó quân chủ Anh là người đứng đầu nhà nước, đại diện bởi Thống đốc, trong khi Thủ tướng là người đứng đầu chính phủ. Quyền hành pháp thuộc chính phủ. Tuvalu theo hệ thống Westminster mặc dù Tuvalu là một nền dân chủ phi đảng phái và các cuộc bầu cử ở Tuvalu diễn ra mà không có các đảng chính trị chính thức tham gia.
Trong năm 2008, Tuvalu từ chối một cuộc trưng cầu hiến pháp đề xuất thay thế Nữ hoàng của Tuvalu, với một tổng thống được bầu làm người đứng đầu nhà nước.
Tuvalu duy trì một ngành tư pháp độc lập bao gồm một Tòa án Tối cao, Tòa án Sơ thẩm gọi là Funafuti và Toà án đảo và Toà án Lands trên mỗi đảo. Khiếu nại liên quan đến tranh chấp đất đai được thực hiện bởi Toà án phúc thẩm Panel. Kháng cáo từ Tòa án đảo và Tòa án phúc thẩm được thực hiện bởi các Tòa án Sơ thẩm, trong đó có thẩm quyền xét xử vụ án dân sự liên quan đến lên đến trên 10,000$. Các tòa án tối cao là Tòa án Tối cao Tuvalu vì nó có thẩm quyền ban đầu không giới hạn và nghe kháng cáo từ tòa án thấp hơn. Phán quyết của Tòa án Tối cao có thể được kháng cáo lên Tòa án cấp phúc thẩm của Tuvalu. Từ Tòa án cấp phúc thẩm có quyền khiếu nại đến Quốc vương trong Hội đồng, tức là Hội đồng Cơ mật ở London.
Pháp luật của Tuvalu bao gồm các pháp luật của Quốc hội Tuvalu đặt ra và văn bản pháp luật đó trở thành luật; pháp luật chung và luật tục (đặc biệt liên quan đến quyền sở hữu đất) tồn tại ở các đảo.
Ngành lập pháp là Quốc hội đơn viện có 15 thành viên, được bầu với nhiệm kỳ bốn năm.

## Hành chính

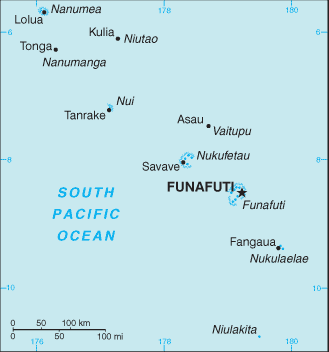
Bản đồ Tuvalu.

Cư dân của Tuvalu sinh sống trên 9 đảo, 5 trong số chúng là rạn san hô vòng.
Các quận gồm hơn một đảo:
- Funafuti
- Nanumea
- Nui
- Nukufetau
- Nukulaelae
- Vaitupu

Các quận gồm một đảo:
- Nanumanga
- Niulakita
- Niutao

## Ngoại giao
Tuvalu là thành viên của Ban Thư ký Cộng đồng Thái Bình Dương, Tòa án nhân dân tối cao Thái Bình Dương và là một thành viên của Diễn đàn các đảo Thái Bình Dương, Khối thịnh vượng chung Anh và Liên Hợp Quốc. Tuvalu có đại sứ ngoại giao của mình tại trụ sở Liên Hợp Quốc ở thành phố New York từ năm 2000. Tuvalu là còn là thành viên của Ngân hàng Thế giới và Ngân hàng Phát triển châu Á.
Tuvalu duy trì mối quan hệ chặt chẽ với Fiji, New Zealand, Australia, Nhật Bản, Hàn Quốc, Vương quốc Liên hiệp Anh và Bắc Ireland và Liên minh châu Âu (EU). Tuvalu có quan hệ ngoại giao với Trung Hoa Dân Quốc (Đài Loan), Trung Hoa Dân Quốc duy trì Đại sứ quán thường trú tại Tuvalu và có một chương trình hỗ trợ lớn về nhiều mặt cho quốc đảo này.
Một ưu tiên quốc tế lớn dành cho Tuvalu bởi Liên Hợp Quốc, tại Hội nghị Thượng đỉnh Trái Đất năm 2002 tại Johannesburg, Nam Phi và trong các diễn đàn quốc tế khác là thúc đẩy mối quan tâm về sự nóng lên toàn cầu và mực nước biển có thể tăng lên. Tuvalu phê chuẩn và thực hiện Nghị định thư Kyoto. Trong tháng 12 năm 2009, Tuvalu phản đối các điều khoản trong các cuộc đàm phán về biến đổi khí hậu tại Hội nghị quốc tế về biến đổi khí hậu của Liên Hợp Quốc diễn ra tại Copenhagen, vì lo ngại một số nước phát triển khác không cam kết đầy đủ các thỏa thuận ràng buộc về giảm khí thải carbon, trưởng đoàn đàm phán của Tuvalu tuyên bố "Tuvalu là một trong những các quốc gia dễ bị tổn thương nhất thế giới do biến đổi khí hậu, và tương lai của chúng tôi dựa trên kết quả của cuộc họp này ".
Tuvalu cũng đã ký một hiệp ước hữu nghị với Hoa Kỳ về chủ quyền lãnh thổ, được ký kết ngay sau khi quốc đảo này độc lập và được phê chuẩn bởi Thượng viện Hoa Kỳ vào năm 1983, theo đó Hoa Kỳ từ bỏ các yêu sách trước đây khi tuyên bố lãnh thổ với bốn hòn đảo của Tuvaluan (Funafuti, Nukefetau, Nukulaelae và Niulakita) là của mình theo Đạo luật đảo phân chia năm 1856.

## Kinh tế
Tuvalu gồm 9 đảo san hô nằm rải rác và đông đúc dân cư, nhưng đất đai ít màu mỡ và không có tài nguyên khoáng sản. Các hoạt động kinh tế chủ yếu dựa vào đánh bắt cá và trồng cây lương thực. Thu nhập chính của chính phủ từ bán tem và các đồng tiền xưa, ngoại tệ của công nhân gửi về.
Khoảng 1.000 công nhân Tuvalu khai thác mỏ phosphat làm việc ở Nauru, nhưng các công nhân này phải hồi hương vì nguồn phosphat cạn kiệt. Tuvalu nhận tài trợ hàng năm từ nguồn quỹ ủy thác quốc tế do Úc, New Zealand, Anh, Nhật Bản và Hàn Quốc tài trợ. Hoa Kỳ cũng tài trợ phần lớn cho Tuvalu. Hiện nay chính phủ đang cố gắng giảm bớt lệ thuộc vào nước ngoài bằng cách tiến hành cải cách khu vực công kể cả tư nhân hóa một số chức năng trong chính phủ, và cắt giảm số công chức đến 7%.
Từ năm 1996 đến 2002, Tuvalu là một trong những nước có nền kinh tế phát triển tốt nhất trong các nền kinh tế ở châu Đại Dương và đạt được một số kết quả phát triển kinh tế đáng kể như tổng sản phẩm quốc nội (GDP) tăng trưởng 5,6% mỗi năm. Từ năm 2002 tăng trưởng kinh tế đã chậm lại với GDP chỉ 1,5% trong năm 2008. Năm 2008, Tuvalu là một trong những nước có mức độ lạm phát cao nhất thế giới với mức lạm phát đạt đỉnh điểm 13,4%. Theo các báo cáo của Quỹ Tiền tệ Quốc tế (IMF) dựa trên các ước tính kinh tế của Tuvalu thì quốc đảo này đã không có bất kỳ sự tăng trưởng kinh tế nào trong năm 2010, sau khi nền kinh tế này chỉ tăng trưởng khoảng 2% trong năm 2009.
Công nhân khu vực công chiếm khoảng 2/3 của lực lượng lao động chính thức. Khoảng 15% nam giới làm việc trên các tàu buôn nước ngoài. Lực lượng lao động còn lại làm việc trong lĩnh vực nông nghiệp và đánh cá.
Tuvalu tạo ra các khoản thu nhập cho ngân sách quốc gia từ các chương trình thương mại hóa các địa chỉ web, thu thuế đánh bắt cá, bán tem và tiền xu cổ, lượng tiên kiều hối từ những công dân Tuvalu sống tại Úc và New Zealand. Và các khoản thu từ các thủy thủ người Tuvalu làm việc trên tàu nước ngoài.
Năm 1998, Tuvalu đã bắt đầu có doanh thu từ việc sử dụng mã vùng của mình "900" trong điện thoại và từ việc bán "truyền hình", tên miền Internet.
Các khoản viện trợ khác của Tuvalu do Vương quốc Anh, Úc và New Zealand viện trợ từ năm 1987 với số tiền viện trợ khoảng 100 triệu USD mỗi năm.
Úc và New Zealand tiếp tục viện trợ lớn cho Tuvalu và cung cấp các hình thức hỗ trợ phát triển khác. Chính phủ Mỹ cũng là một nguồn viện trợ lớn cho Tuvalu, với năm 1999 viện trợ cho Hiệp ước Cá ngừ Nam Thái Bình Dương (SPTT) vào khoảng 9 triệu USD, tổng cộng dự kiến sẽ tăng lên hàng năm. SPTT có hiệu lực vào năm 1988 với các thỏa thuận SPTT hiện tại hết hạn vào ngày 14 tháng 6, năm 2013. Hỗ trợ tài chính để Tuvalu phát triển kinh tế cũng được cung cấp bởi Nhật Bản, Hàn Quốc và Liên minh châu Âu (EU).

## Giao thông
Dịch vụ giao thông vận tải ở Tuvalu còn hạn chế. Có khoảng 8 km đường bộ. [103] Các đường phố ở Funafuti được trải nhựa và giữa năm 2002 những con đường ở các đảo khác được trải nhựa. Tuvalu là một trong số ít các quốc gia không có đường sắt.
Funafuti là cảng duy nhất nhưng chỉ có một bến nước sâu trong bến cảng ở Nukufetau. Các tàu biển thương mại bao gồm hai tàu chở hành khách và hàng hóa tàu là Nivaga II và Manu Folau. Các tàu vận chuyển hàng hóa, hành khách giữa các đảo san hô chính.
Sân bay duy nhất là sân bay quốc tế Funafuti. Hãng hàng không Thái Bình Dương, chủ sở hữu của Hãng hàng không Fiji hoạt động dịch vụ giữa Suva và Funafuti với một chiếc máy bay 40 chỗ ngồi, bay hai lần một tuần.

## Giáo dục - Y tế
Mỗi đảo đều có trường tiểu học công lập, một số đảo còn có trường trung học. Sau khi học xong bậc tiểu học, học sinh có thể theo học ở các trường dạy nghề. Tuvalu có trường hàng hải đào tạo các thợ máy trên tàu. Ngoài ra, tại đảo Funafuti còn có trung tâm mở rộng trực thuộc trường Đại học Nam Thái Bình Dương đặt ở Fiji.
Chăm sóc sức khỏe được miễn phí. Tuvalu có một bệnh viện ở đảo Funafuti, ngoài ra các đảo khác đều có phòng khám cấp cứu.

## Văn hóa

### Du lịch
Đảo chính Funafuti là trọng tâm của ngành du lịch. Du lịch sinh thái là một động lực thúc đẩy du khách tới Tuvalu. Khu bảo tồn Funafuti bao gồm 33 km² biển, rặng san hô, đầm phá, kênh và sáu hòn đảo không có người ở.